# Міжнародний конкурс класичної гітари імені Мікеле Пітталуги
Міжнародний конкурс класичної гітари імені Мікеле Пітталуги — щорічний музичний конкурс класичних гітаристів, що проводився в Алессандрії (Італія) у 1968—2017 роках і входив до Всесвітньої федерації міжнародних музичних конкурсів, ISPA (Міжнародне товариство виконавських мистецтв) у Нью-Йорку та ЮНЕСКО.

## Засновники
Конкурс започаткував у 1968 році музикознавець Мікеле Пітталуга (1915—1995) як «Премію міста Алессандрія» на честь 800-річчя міста, першим почесним президентом конкурсу став гітарист Андрес Сеговії.
Початково усі учасники конкурсу виступали соло. З 7-го по 11-й конкурси фіналісти виступали частково в супроводі оркестру, а з 12-го (1981 р.) — в супроводі фортепіано, і лише переможець конкурсу виконував концерт з оркестром під час церемонії нагородження. Інколи виступ з оркестром замінював струнний квартет.
Перший приз для класичних гітаристів за роки існування конкурсу виріс з 500 000 італійських лір до 10 000 євро. Контракт з Naxos Records і концертний тур стали складовими частинами нагороди. З 1997 вручалась золота медаль Президента Італії.
У 1997 році створили композиторський конкурс під назвою Міжнародний композиторський конкурс для класичної гітари «Мішель Пітталуга», покликаний розширити сучасний гітарний репертуар.
У 2014 році засновано Міжнародний молодіжний конкурс талантів «Pittaluga Junior».

### Переможці
| №  | 1-а премія                    | 2-а премія                     | 3-я премія                                | Рік  |
| -- | ----------------------------- | ------------------------------ | ----------------------------------------- | ---- |
| 1  | Не присуджено                 | Лео Вітозінський               | Алоїс Менсік                              | 1968 |
| 2  | Бето Дазевак                  | Не присуджено                  | Лінда Кальсоларо                          | 1969 |
| 3  | Не присуджено                 | Джорджіо Ольтремарі            | Міґель Барбера                            | 1970 |
| 4  | Гільєрмо Фієренс              | Пітер Сіґал                    | Андрес Марті                              | 1971 |
| 5  | Вальтер Фейблі                | Андрес Марті                   | Джон Кларк                                | 1972 |
| 6  | Не присуджено                 | Костас Коціоліс                | Мауріціо Колонна                          | 1973 |
| 7  | Шеріл Леслі Грайс             | Костас Коціоліс                | Не присуджено                             | 1974 |
| 8  | Не присуджено                 | Доменіко Сальваті              | Не присуджено                             | 1975 |
| 9  | Асаму Ямагучі                 | Юкка Савійокі                  | Доменіко Сальваті                         | 1976 |
| 10 | Кадзухіто Ямашіта             | Доменіко Сальваті              | Рюхей Кабаяші                             | 1977 |
| 11 | Стефано Грондона              | Клаудіо Пассаротті             | П'єро Бонагурі                            | 1978 |
| 12 | Юрген Шелльман                | Флавіо Куккі                   | Роланд Дієнс                              | 1979 |
| 13 | Не присуджено                 | Стефано Карді                  | Стефано Віола                             | 1980 |
| 14 | Леонардо Де Анджелис          | Фредерік Зіганте               | Жильбер Кламен                            | 1981 |
| 15 | Не присуджено                 | Давіде Фікко                   | Габріель Гарсіа-Сантос                    | 1982 |
| 16 | Франческо Мокчіа              | Елена Казолі                   | Альдо Родрігес Дельгадо                   | 1983 |
| 17 | Рафаель Хіменес Рохас         | Едоардо Кастанера              | Марко Карнічеллі                          | 1984 |
| 18 | Елена Папандреу               | Лучо Доссо                     | Марко Карнічеллі                          | 1985 |
| 19 | Джузеппе Каррер Массімо Лаура | Не присуджено                  | Гі Деломмо Гренці Франческо Сорті         | 1986 |
| 20 | Артуро Талліні                | Пер Скаренг                    | Роберто Ламбо                             | 1987 |
| 21 | Фабіо Занон                   | Стефано Рапоні                 | Марія Естер Гузман Бланко                 | 1988 |
| 22 | Ремі Бушер                    | Стефано Рапоні                 | Франсіс Лоран                             | 1989 |
| 23 | Не присуджено                 | Джанлука Ді Чезаре (Італія)    | Пал Пауліковіч Едоардо Маркезе (Угорщина) | 1990 |
| 24 | Георг Василев                 | Паоло Берсано                  | Анхель Педро                              | 1991 |
| 25 | Едоардо Катемаріо             | Моніка Паоліні                 | Массімо Фелічі                            | 1992 |
| 26 | Дайсуке Сузукі                | Сальваторе Фальконе            | Стефан Йенцер                             | 1993 |
| 27 | Федеріко Бріаско              | Санте Турсі Леопольдо Сарачіно | Димітріос Дімакопулос Франц Галас         | 1994 |
| 28 | Філомена Моретті              | Ван Ямін                       | Сара Джанфелічі                           | 1995 |
| 29 | Франсіско Берньє              | Вінченцо Зекка                 | Андре Фішер                               | 1996 |
| 30 | Лоренцо Мікелі                | Марцін Дилла                   | Рейко Савада                              | 1997 |
| 31 | Горан Крівокапіч              | Джуліо Тампаліні               | Хадзіме Накамура                          | 1998 |
| 32 | Марко Тамайо                  | Горан Крівокапіч               | Ана Відович                               | 1999 |
| 33 | Марцін Дилла                  | Роман В'язовський              | Грем Антоні Девайн                        | 2000 |
| 34 | Не присуджено                 | Лоренцо Мікелі                 | Юусо Ніемінен                             | 2001 |
| 35 | Not Awarded                   | Крістіан Саггезе               | Роман В'язовський                         | 2002 |
| 36 | Флавіо Сала                   | Юусо Ніємінен                  | Антоніо Ескобар                           | 2003 |
| 37 | Адріано Дель Саль             | Анабель Монтесінос             | Не присуджено                             | 2004 |
| 38 | Марлон Тітре                  | Андраш Чакі                    | Анабель Монтесінос                        | 2005 |
| 39 | Артем Дервоєд                 | Анабель Монтесінос             | Пабло Гарібай                             | 2006 |
| 40 | Петріт Цеку                   | Дмитрій Ілларіонов             | Ірина Кулікова                            | 2007 |
| 41 | Ірина Кулікова                | Юусо Ніемінен                  | Срджан Булат                              | 2008 |
| 42 | Андрас Чакі                   | Кьюхі Парк                     | Томас Вілото                              | 2009 |
| 43 | Анабель Монтесінос            | Срджан Булат                   | Кьюхі Парк                                | 2010 |
| 44 | Сесіліо Перера                | Кьюхі Парк                     | Джонатан Болівар                          | 2011 |
| 45 | Лазар Шеруана                 | Екачай Жеракул                 | Павло Кухта                               | 2012 |
| 46 | Емануель Буоно                | Екачай Жеракул                 | Антон Баранов                             | 2013 |
| 47 | Ерен Сюалп                    | Даніель Егільман               | Джан Марко Чампа                          | 2014 |
| 48 | Ровшан Мамедкулієв            | Андреа Де Вітіс                | Даніель Егільман                          | 2015 |
| 49 | Не присуджено                 | Андреа Де Вітіс                | Марко Топчій                              | 2016 |
| 50 | Марко Топчій                  | Чі Хьон Пак                    | Джулія Балларе                            | 2017 |